# Kuddewörde
Kuddewörde település Németországban, Schleswig-Holstein tartományban. Lakosainak száma 1505 fő (2023. december 31.). Kuddewörde Trittau és Hamfelde (Lauenburg) községekkel határos.

## Népesség
A település népességének változása:
| Lakosok száma | 1019 | 1360 | 1377 | 1343 | 1503 | 1512 | 1505 |
|               | 1975 | 2014 | 2017 | 2019 | 2021 | 2022 | 2023 |